# Yeti - Il gigante del 20º secolo
Yeti - Il gigante del 20º secolo (scritto anche Yeti il gigante del XX secolo, ma solo in alcune opere di consultazione) è un film fantastico del 1977 diretto da Gianfranco Parolini con lo pseudonimo di Frank Kramer con colonna sonora di Sante Maria Romitelli.

## Trama
Un maremoto che ha sconvolto l'Artico riporta alla luce, ibernato in un blocco di ghiaccio, un esemplare di Yeti, l'abominevole uomo delle nevi. L'industriale canadese Morgan Hunnicut, che vorrebbe servirsene per far pubblicità alle sue imprese, affida all'amico paleontologo Harry Wassermann il compito di rianimare il gigante. Tornato a vivere, lo Yeti dimostra di non gradire le folle ma si affeziona a Wassermann e ai due giovani nipoti di Morgan, Jane e Herbie, rimasti orfani. Herbie, a causa del trauma, non parla più e ha il conforto nella compagnia di un collie di nome Indio.
Hunnicut sfrutta lo Yeti per fare pubblicità alle sue numerose imprese finché i concorrenti, con la complicità di Cliff, dipendente di Hunnicut che vorrebbe approfittare di Jane, decidono di eliminare sia il gigante sia Wasserman che in qualche modo lo custodisce. Lo Yeti decide allora di vendicarsi schiacciando i suoi avversari. La bella Jane, nel finale, riuscirà ad impedire che la polizia di Toronto lo uccida convincendo tutti che lo Yeti non è pericoloso.

## Produzione
A Natale 1976 il remake di King Kong, diretto da John Guillermin e prodotto dall'italiano Dino De Laurentiis, aveva riscosso, soprattutto in Italia, grande successo. Parolini, espertissimo confezionatore di imitazioni a basso budget dei film di genere più diversi, volle cimentarsi in un rip-off del mito ispirandosi al film di De Laurentiis e mettendo in cantiere un progetto intitolato all'inizio Yeti Big Foot, la cui uscita fu anticipata da una serie di articoli su giornali diversi. Poiché in Italia il successo del King Kong del '76 era dovuto soprattutto alla fama ottenuta dagli effetti speciali curati da Carlo Rambaldi che, come si credeva all'epoca, era riuscito a realizzare un gigantesco animatronico in grado di sostenere l'intero ruolo dello scimmione Kong, anche Parolini volle avere il proprio protagonista meccanico, magnificando in ogni occasione un gigante artificiale di quasi nove metri di altezza che sarebbe stato impiegato nel film: oltre a vari servizi su riviste non specialistiche persino il programma televisivo L'altra domenica trasmise un breve special mostrando il goffo pupazzo presentato come una meraviglia tecnologica benché, in realtà, fosse stato fabbricato da pupari del carnevale di Viareggio con le medesime tecniche (tiranti e qualche semplice snodo per far muovere un po' gli arti).
Parolini, infatti, - come del resto aveva fatto Guillermin nel film su King Kong, in cui il gigantesco gorilla meccanico, alla fine, non compare sullo schermo che per pochi secondi - avrebbe utilizzato un attore opportunamente mascherato. Scelse per il ruolo dello Yeti Mimmo Crao (non Mimmo Craig, come erroneamente si legge in molti siti web), un giovane calabrese con espressivi occhi azzurri che aveva da poco sostenuto il piccolo ruolo dell'apostolo Taddeo nel Gesù di Nazareth di Franco Zeffirelli, andato in onda nel 1976. Nel frattempo la casa di produzione che finanziava la pellicola, la Stefano Film di Nicolò Pomilia e Wolfranco Coccia, fu invischiata in una polemica: lo sceneggiatore Giorgio Moser sostenne infatti di aver parlato mesi addietro con Parolini di un soggetto sullo Yeti, che avrebbe dovuto sviluppare per De Laurentiis, e che Parolini gli aveva rubato l'idea: la vicenda finì in tribunale anche se poi De Laurentiis rinunciò a realizzare la propria versione.
Buona parte del film di Parolini fu girato a Cinecittà e nei dintorni di Roma, ma alcune sequenze furono realizzate in Canada, perché, come era frequente all'epoca e per Parolini in particolare, non si voleva tradire l'origine italiana della produzione, che sarebbe stata presentata come internazionale. Un numero assai elevato di scene utilizzava la tecnica del blue screen, supervisionata da Ermanno Biamonte, che però ottenne risultati assai scadenti, tanto che in molte inquadrature il gigantesco umanoide risulta trasparente. Il film, intitolato definitivamente Yeti il gigante del 20º secolo, fu pronto per il Natale 1977, arricchito da una roboante e assai invasiva colonna sonora di Sante Maria Romitelli il cui main theme ricorda assai da vicino il brano O fortuna dai Carmina Burana di Carl Orff. La pellicola conobbe lancio e distribuzione internazionale, ma il successo vero non venne mai.

## Critica
(Fantafilm)
(M.Po. (Maurizio Porro))

## Premi
Il film, che ricevette una candidatura al Giffoni Film Festival, fu girato a Cinecittà, presso il lago di Campotosto in provincia dell'Aquila e a Toronto in Canada.